# Anna Lins (chef)
Anna Lins (Oeiras), chef portuguesa, conhecida por ser a primeira sushiwoman de Portugal e por ter uma réplica sua como Barbie. 

## Percurso
Nasceu no concelho de Oeiras. Após ter terminado o secundário com o curso de artes gráficas, ganhou uma bolsa da Fundação Calouste Gulbenkian para ir estudar fotografia em Londres. Ao regressar a Lisboa trabalha como assistente de fotógrafo na área da moda. 
Decide dedicar-se à gastronomia, inscreve-se no Centro de Formação Profissional para o Sector Alimentar na Pontinha e de seguida na Escola Superior de Hotelaria e Turismo do Estoril, onde se licencia e da qual se torna professora em 2009. 
No segundo ano do curso, foi trabalhar no restaurante japonês Midori em Lisboa, onde tem o seu primeiro contacto com a culinária japonesa e os seus ingredientes.
Em 2015, tornou-se na primeira sushiwoman de Portugal, ao obter da All Japan Sushi Association a certificação em sushi. 

## Prémios e Reconhecimento
Em 2015 recebe a certificação em sushi da All Japan Sushi Association. 
No ano seguinte, é uma das 11 portuguesas que são homenageadas pela Mattel com uma réplica sua personalizada da Barbie. 

## Obra
- 2012 - Sushi em casa (co-autoria Paulo Morais), editora Matéria-Prima, ISBN 9789898461346 [10][11]